# 神主打法
神主打法（かんぬしだほう）とは、野球における打者のバッティングフォームのひとつ。

## 解説
スクエアスタンスで、バットを体の横、あるいは体の正面でゆったりと構える。その形が神職がお祓い（修祓）をする様子に似ていることから、「神主打法」と称されるようになった。全身をリラックスさせた状態で構え、スイングの瞬間に全身の筋肉を動かすことで、より大きな力を発揮するという理論に基づく打法である（同様の理論はゴルフやボクシングなど様々なジャンルのスポーツで導入されている）。長打が望める反面、バットコントロールが非常に難しいといわれており、フォームの構造上、投球を見極めるタイミングにも熟練が必要とされる。落合博満は「フォームの基礎を崩してしまうから野球少年達はマネをしないように」と述べている。

## 神主打法を使用した（または伝授された）選手
- 岩本義行

「神主打法の元祖」と称される。1950年、史上初めてのトリプルスリーを達成した選手でもある。
- 土肥健二

若手時代の落合博満が参考にしたと言われる。ハンドリング（腕の使い方）がうまく、肩から下の腕の振りが特筆であったといわれる。こねたりせず、バットを素直にそのまま送り出し、バットを放り投げるような感じであった。
- 八重樫幸雄

「打撃型捕手」として、ヤクルト一筋で24シーズンにわたり活躍した。一見したバッティングフォームから神主打法と称されることもあるが、投手と正対するような極端なオープンスタンスから「八重樫打法」と称されて区別されることもある。
- 落合博満

「神主打法の代名詞」と称される。ロッテオリオンズに入団した際、土肥健二のバッティングフォームを模倣。広角打法と称される巧みなバットコントロールを基礎として、いわゆる「三冠王」に3回輝き、「通算2371安打、通算510本塁打」を誇る、史上有数の右の強打者である。
- ゲーリー・レーシッチ

中日ドラゴンズへ加入した初年度は通常のオープンスタンスであったが、1987年に落合博満が移籍してくるとバッティングフォームを見て「このバッティングだ」と閃き、見よう見まねでフォーム変更を行なった。結果は後半怪我をして規定打席不足ながらも打率は.251から.317へ向上し、三振数も105から51へ減少させることに成功した。
- 小笠原道大

神主打法の代表的選手として名前が挙げられることがある。プロ入り後に打撃フォームを固める中で徐々に大きな構えを取るようになった。現役最晩年の落合博満と日本ハムファイターズで2年間一緒にプレーしており、落合のフォームからある程度影響を受けたと本人は語っている。
- 高山久

2009年シーズンより、神主打法を採用。主に「対左投手キラー」として活躍して、特に2010年シーズンは「打率.291、11本塁打」のキャリアハイのシーズンとなった。
- 堂林翔太[9][10]
- 平田良介[11]
- 橋本到

2017年から神主打法に挑戦。落合博満のバッティングフォームを模倣。バットを捕手寄りに引き付ける、いわゆる「トップを作る」際、グリップが一塁方向へと入りすぎる点を改善するために採り入れたとのこと。

### フィクション選手
- 海堂タケシ（『名門!第三野球部』より）
- 水浦七瀬（『八月のシンデレラナイン』より）
- 御柳芭唐（『ミスターフルスイング』より）